# Gábor Áron (festő)

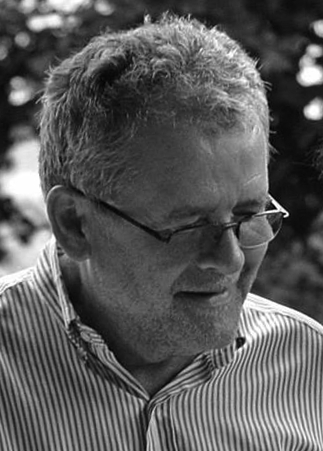
Gábor Áron (2021)

Gábor Áron (Budapest, 1954. augusztus 2. –) magyar képzőművész. Elsősorban a festészet és grafika területén alkot, de jelentős a médiaművészeti és szobrászati tevékenysége is.

## Életpályája
1968–1975 között a Moholy-Nagy Stúdióban tanult, mestere Fischer Ernő volt. 1976–1981 között a Magyar Képzőművészeti Főiskola festő szakán tanult Kokas Ignác vezetése alatt, majd 1982–83-ban elvégezte a mesterszakot a Magyar Képzőművészeti Főiskola murális tanszékén, ahol Klimó Károly volt a mestere. Főiskolai évei alatt rendszeresen részt vett az Indigo csoport tevékenységében, így mesterének vallja Erdély Miklóst is. 
Budapesten és Badacsonytomajon él és dolgozik. Felesége Heller Zsuzsa, kerámiaművész.

## Munkássága

### Kiállítások

#### Egyéni
- 2022. 03. 16. – 04. 08. • B32 Galéria, Budapest: Szín-tézis sorozat
- 2022. 03. 16. – 04. 14. • Faur Zsófi Galéria, Budapest: Tér-kérdések. Válogatás az elmúlt négy évtized munkáiból[2]
- 2022. 10. 18. – 11. 28. • Fészek Galéria, Budapest: Gondolatok a fejről

#### Válogatott csoportos kiállítások
- 1986 • Ernst Múzeum, Budapest: 1. Digitart kiállítás[3]
- 1990 • les artistes hongrois et l’ordinateur, Fête de l’image, Lille, France
- 2016 • Magyar Nemzeti Galéria, Budapest: Magyar művészek és a számítógép. Egy kiállítás rekonstrukciója[4]
- 2021 • Artpool Művészetkutató Központ, Budapest: Galántai80 - A jövő emlékei[5]

## Díjak, elismerések
- 1983-86 Derkovits-ösztöndíj
- Sinaide GHI (IX. Concorso Internazionale di pittura ad Acquarello „SINAIDE GHI”)
- 1987 Eörvös (József)-ösztöndíj
- 1989 Digitart Nemzetközi Számítógépes Pályázat I. díj
- 1990 Digitart Nemzetközi Számítógépes Pályázat II. díj
- 1994-1995 a Római Magyar Akadémia ösztöndíja
- 2003 Európai Városok Közötti Képzőművészeti ösztöndíj (Lisszabon)